# A Escolinha do Golias
A Escolinha do Golias foi um programa de televisão humorístico brasileiro, criado por Carlos Alberto de Nóbrega, que foi produzido e exibido pela rede de televisão SBT entre 1990 e 1996, totalizando quatro temporadas. Tinha em seu elenco Ronald Golias, Carlos Alberto de Nóbrega, Nair Bello e Consuelo Leandro, entre outros.

## Sinopse
Professor Caliostro, (Carlos Alberto de Nóbrega) assumia o difícil papel de professor que tentava colocar ordem na classe. Pacífico (Ronald Golias) era o aluno "engraçadinho", sempre brincando na aula e tirando o professor do sério. Alemanha (Patrícia Opik), era a aluna inteligente da classe, a "queridinha" do professor. A "aluna burra" foi interpretada por três atrizes: Pazza (Nair Bello), entre 1990 e 1991; Paçoca (Marta Pessoa), em 1995; e Severina (Consuelo Leandro) em 1996. Atrás de Pacífico, sentava um anão motivo de gozações do aluno bagunceiro, chamado Mangaba (Henrique de Moraes), e posteriormente substituído por Peroba (Joaquim Salgado).

## Elenco
| Artista                   | Personagem       | Temporada | Temporada | Temporada | Temporada |
| Artista                   | Personagem       | 1 1990    | 2 1991    | 3 1995    | 4 1996    |
| ------------------------- | ---------------- | --------- | --------- | --------- | --------- |
| Ronald Golias             | Pacífico         |           |           |           |           |
| Carlos Alberto de Nóbrega | Prof. Cagliostro |           |           |           |           |
| Nair Bello                | Pazza            |           |           |           |           |
| Marta Pessoa              | Paçoca           |           |           |           |           |
| Consuelo Leandro          | Severina         |           |           |           |           |
| Patrícia Opik             | Alemanha         |           |           |           |           |
| Elenco de apoio           |                  |           |           |           |           |
| Henrique de Moraes        | Mangaba          |           |           |           |           |
| Bia Nunnes                | Dedê             |           |           |           |           |
| Cristina Nunes            | Cris             |           |           |           |           |
| Thaís de Andrade          | Tatá             |           |           |           |           |
| Joaquim Salgado           | Peroba           |           |           |           |           |
| Vanessa Bueno             | Vanessa          |           |           |           |           |
| Kelly Verenzini           | Kelly            |           |           |           |           |
| Isabella Brandão          | Bella            |           |           |           |           |
| Simone Carrijo            | Simone           |           |           |           |           |
| Suzy Ayres                | Luciana          |           |           |           |           |

- Algumas participações especiais:

- Hebe Camargo - Inspetora Sílvia
- Agnaldo Rayol - Professor Willow
- Orival Pessini - Dr. Ranulfo Pereira
- Otaviano Costa - Aguidalberto Boa Pinta
- Andréa de Nóbrega - Bebete
- Ankito
- Ariel Coelho
- Carlos Leite
- Eliezer Motta
- Geraldo Alves
- Paulo Hesse
- Paulo Silvino
- José Santa Cruz
- Tutuca

## Resumos
A primeira temporada estreou no dia 19 de setembro de 1990. Teve em seu elenco Ronald Golias (Pacífico), Carlos Alberto de Nóbrega (Professor Caliostro), Nair Bello (D. Pazza), Patrícia Opik (Alemanha) e Henrique de Moraes (Mangaba). O programa era exibido às quartas-feiras, às 21h30 e constou de 14 episódios, exibidos até 19 de dezembro de 1990. A esquete da escolinha era a última exibida em cada programa, o resto do episódio apresentava outros personagens, entre eles o professor Bartolomeu Guimarães, também interpretado por Ronald Golias. Cada episódio tinha duas horas de duração. 
A segunda temporada estreou no dia 07 de março de 1991 e contava com o mesmo elenco da primeira temporada. O humorístico passou a ser exibido às quintas-feiras, às 22:30 e cada episódio durava 90 minutos. Constou de 17 episódios, exibidos até 27 de junho de 1991.
Em 1995, o programa voltou ao ar com reprises diárias das duas primeiras temporadas, no final das tardes de segunda a sexta. Os bons índices de audiência levaram o SBT a produzir uma nova leva de episódios estreando novas aulas e novos personagens: Paçoca (Marta Pessoa) e Joaquim/Peroba (Henrique de Moraes). Esta temporada se encerrou em outubro de 1995 e teve 22 episódios de trinta minutos de duração.
A quarta temporada marcou a estreia de Consuelo Leandro, com a personagem Severina, e o programa voltou a ser exibido nas noites de quarta-feira, com 45 minutos de duração. A temporada iniciou em 21 de fevereiro de 1996, mas o programa não foi exibido em algumas quartas-feiras nas quais o SBT transmitia as partidas da Copa do Brasil de 1996. O último episódio foi ao ar em 25 de setembro de 1996. Foram aproximadamente 28 episódios. 

## Cancelamento
O programa foi retirado do ar em decorrência de uma ordem judicial em que a Rede Globo alegou que A Escolinha do Golias plagiava o programa Escolinha do Professor Raimundo. 
Com o fim do programa, foi inserido em 2001 um quadro dos três alunos no programa humorístico A Praça é Nossa, na ocasião em que Pacífico e as suas duas colegas saem da escola e vão à praça conversar com Carlos Alberto. A personagem Pazza voltou a aparecer, mas dessa vez, interpretada por Andréa de Nóbrega, enquanto a Alemanha foi interpretada por Sônia Almeida.

## Reprises
De abril de 2007 até fevereiro de 2008, foi reprisada pelo SBT, marcando bons índices de audiência e superando a RecordTV.
Foi reprisada pela segunda vez pelo SBT entre os dias 30 de junho a 21 de julho de 2018 aos sábados às 18h30, substituindo a série Big Bang: A Teoria, com a missão de elevar os baixos índices deixados pela série americana. Foi substituída pela reprise do seriado Arrow
O humorístico foi reprisado pela terceira vez pelo SBT, agora dentro da faixa Quem Não Viu, Vai Ver nas madrugadas depois do Operação Mesquita, de 04 de abril a 19 de agosto de 2022.
Em nenhuma das reprises foram exibidos os outros esquetes que faziam parte do programa na primeira e na segunda temporadas. Apenas os esquetes da escolinha foram reapresentados. 

## Ligações Externas
- A Escolinha do Golias — Curiosities at the Serie Total
- A Escolinha do Golias no Oyo